# Elīna Babkina
Elīna Dikeulaka ou Elīna Dikaioulaku (grec moderne : Ελίνα Δικαιουλάκου), née Elīna Babkina le 24 avril 1989 à Riga (Lettonie), est une joueuse lettonne de basket-ball.

## Biographie
Elle joue au TTT Riga jusqu'en avril 2008, où le club se sépare d'elle. Elle signe avec le club rival SK Cēsis pour lequel elle joue deux saisons avant de rejoindre la Pologne pour y disputer l'Euroligue.
Internationale lettone, elle dispute en 2008 les Jeux olympiques. Sous le maillot de la Lettonie, elle marque 26 points face à l'équipe de France pour emmener les siennes à une victoire 59 à 56 lors de l'Euro 2011.
Son excellente saison avec Gdynia (13,2 points par rencontre d'Euroligue) lui permet d'être invité au All-Star Game de l'Euroligue.
Elle commence la saison avec le club roumain de Târgovişte (10,1 points, 3,9 passes décisives et 3.4 balles perdues en Euroligue en 2012), mais à la suite de ses difficultés financières, elle signe en janvier 2013 pour le club tchèque de l'USK Prague.
Elle remporte le championnat d'Espagne 2015 avec Spar Citylift Girona.
Elle est mariée depuis juillet 2017 avec l’entraîneur grec Yórgos Dikeoulákos.

## WNBA
Elina Babkina est sélectionnée au troisième tour de la draft WNBA 2011 (29e choix) par les Sparks de Los Angeles, mais ce choix aurait été annulé par la suite étant âgée de plus de 22 ans.

## Équipes
- 2004-2008:  TTT Riga
- 2008-2009:  SK Cēsis
- 2009-2010:  Challes-les-Eaux [2]
- 2010-2011:  Lotos Gdynia
- 2011-2012:  Fenerbahçe SK
- 2012-2013:  Club Sportiv Municipal Târgovişte
- 2012-2013:  USK Prague
- 2013-2015 :  Nadejda Orenbourg
- 2014- :  Spar Citylift Girona

## Palmarès
- 2009 :  du Championnat du monde des moins de 20 ans
- 2009 : Championne de Lettonie avec le SK Cesis.
- 2009 : Seconde place du championnat de la Baltique SK Cesis.
- 2008 : 9e place aux Jeux olympiques de pékin
- 2007 : Championne de Lettonie avec le TTT Riga et meilleur joueur (MVP) des play-offs
- 2005 :  du Championnat du monde des moins de 16 ans
- Championne de République tchèque 2013[13].
- Championne d'Espagne 2015